# Mustapha Diallo
Pour les articles homonymes, voir Diallo.
Mustapha Elhadji Diallo, né le 14 mai 1986, est un ancien footballeur sénégalais qui évoluait au poste de milieu de terrain.

## Biographie

### En club
Il est formé au Sénégal avant d'arriver en Europe en 2006. Il passe un test au FC Bruges avant d'y signer un contrat. En juin 2009 il s'engage avec l'En Avant Guingamp, où sa puissance et son sens de la récupération font rapidement de lui un titulaire indiscutable.
Il est également connu pour prendre son carton jaune habituel par match. Beaucoup pensent que justement il est catalogué par les arbitres de la ligue.
À l’en avant il est aimé par le public grâce à sa grande générosité et sa gentillesse avec les supporteurs.
Le 25 octobre 2018, Moustapha Diallo est contraint de mettre un terme à sa carrière pour une douleur à sa cheville gauche qui est abîmée et sans cartilage. Le 20 mars 2019, il rompt son contrat le liant au Nîmes Olympique. Bien qu'il ait résilié son contrat avec Nîmes, il reste néanmoins auprès de ses partenaires jusqu'en fin de saison pour apporter un peu plus de son expérience.

## Statistiques détaillées
| Saison                | Club                  | Championnat           | Championnat | Championnat | Coupe nationale | Coupe nationale | Coupe de la Ligue | Coupe de la Ligue | Compétition(s) continentale(s) | Compétition(s) continentale(s) | Compétition(s) continentale(s) | Trophée des champions | Trophée des champions | Sénégal | Sénégal | Total | Total |
| Saison                | Club                  | Division              | M.          | B.          | M.              | B.              | M.                | B.                | Comp.                          | M.                             | B.                             | M.                    | B.                    | M.      | B.      | M.    | B.    |
| 2005                  | ASC Diaraf            | L1                    | -           | -           | -               | -               | -                 | -                 | -                              | -                              | -                              | -                     | -                     | -       | -       | 0     | 0     |
| 2006                  | ASC Diaraf            | L1                    | -           | -           | -               | -               | -                 | -                 | -                              | -                              | -                              | -                     | -                     | -       | -       | 0     | 0     |
| Sous-total            | Sous-total            | Sous-total            | -           | -           | -               | -               | -                 | -                 | -                              | -                              | -                              | -                     | -                     | -       | -       | 0     | 0     |
| 2006-2007             | Club Bruges           | D1                    | 5           | 0           | -               | -               | -                 | -                 | C3                             | -                              | -                              | -                     | -                     | -       | -       | 5     | 0     |
| Sous-total            | Sous-total            | Sous-total            | 5           | 0           | -               | -               | -                 | -                 | -                              | -                              | -                              | -                     | -                     | -       | -       | 5     | 0     |
| 2007-2008             | Racing de Ferrol      | D2                    | 7           | 0           | -               | -               | -                 | -                 | -                              | -                              | -                              | -                     | -                     | -       | -       | 7     | 0     |
| Sous-total            | Sous-total            | Sous-total            | 7           | 0           | -               | -               | -                 | -                 | -                              | -                              | -                              | -                     | -                     | -       | -       | 7     | 0     |
| 2008                  | ASC Diaraf            | L1                    | -           | -           | -               | -               | -                 | -                 | -                              | -                              | -                              | -                     | -                     | -       | -       | 0     | 0     |
| 2009                  | ASC Diaraf            | L1                    | -           | -           | -               | -               | -                 | -                 | -                              | -                              | -                              | -                     | -                     | 2       | 0       | 2     | 0     |
| Sous-total            | Sous-total            | Sous-total            | -           | -           | -               | -               | -                 | -                 | -                              | -                              | -                              | -                     | -                     | -       | -       | 0     | 0     |
| 2009-2010             | EA Guingamp           | L2                    | 29          | 0           | 2               | 1               | 1                 | 0                 | C3                             | 2                              | 0                              | 1                     | 0                     | 2       | 0       | 37    | 1     |
| 2010-2011             | EA Guingamp           | Nat.                  | 29          | 4           | 4               | 2               | 4                 | 1                 | -                              | -                              | -                              | -                     | -                     | -       | -       | 37    | 7     |
| 2011-2012             | EA Guingamp           | L2                    | 25          | 2           | -               | -               | 2                 | 0                 | -                              | -                              | -                              | -                     | -                     | -       | -       | 27    | 2     |
| 2012-2013             | EA Guingamp           | L2                    | 26          | 3           | 2               | 0               | 1                 | 0                 | -                              | -                              | -                              | -                     | -                     | -       | -       | 29    | 3     |
| 2013-2014             | EA Guingamp           | L1                    | 30          | 2           | 5               | 1               | 1                 | 0                 | -                              | -                              | -                              | -                     | -                     | -       | -       | 36    | 3     |
| 2014-2015             | EA Guingamp           | L1                    | 32          | 1           | 3               | 0               | -                 | -                 | C3                             | 6                              | 1                              | -                     | -                     | -       | -       | 41    | 2     |
| 2015-2016             | EA Guingamp           | L1                    | 30          | 1           | -               | -               | 2                 | 0                 | -                              | -                              | -                              | -                     | -                     | -       | -       | 32    | 1     |
| 2016-2017             | EA Guingamp           | L1                    | 26          | 5           | 4               | 1               | 2                 | 0                 | -                              | -                              | -                              | -                     | -                     | -       | -       | 32    | 6     |
| Sous-total            | Sous-total            | Sous-total            | 227         | 18          | 16              | 5               | 13                | 1                 | -                              | 8                              | 1                              | 1                     | 0                     | 2       | 0       | 267   | 25    |
| Total sur la carrière | Total sur la carrière | Total sur la carrière | 239         | 18          | 20              | 5               | 13                | 1                 | -                              | 8                              | 1                              | 1                     | 0                     | 4       | 0       | 285   | 25    |

## Palmarès

### Joueur
- Vainqueur de la Coupe de Belgique en 2007 (FC Bruges).
- Vainqueur de la Coupe du Sénégal en 2008 et 2009 (ASC Diaraf).
- Finaliste du Trophée des champions en 2009 (En Avant de Guingamp).
- Vice-Champion de France de Ligue 2 en 2013 (En Avant de Guingamp).
- Vainqueur de la Coupe de France en 2014 (En Avant de Guingamp)